# Sixty Years On
Sixty Years On è un brano composto e interpretato dall'artista britannico Elton John. Il testo è di Bernie Taupin. Fu pubblicato come singolo nel 1971 insieme a "The Cage" e a "Honky Tonk Women".

## Il brano
Sixty Years On è una delle canzoni più sofisticate dell'album omonimo dell'artista (Elton John, del 1970), suonato praticamente dal vivo con l'orchestra, nel più puro stile barocco. È da catalogarsi nel symphonic progressive rock.
Molto evidenti in tutto il pezzo gli archi (che hanno anche una parte tutta loro) e si fanno ben sentire gli ingegnosi arrangiamenti di Paul Buckmaster. Degna di nota anche l'arpa che viene messa in evidenza nell'introduzione. La melodia è decisamente cupa e malinconica, così come il testo di Taupin, tenebroso e oscuro come quasi tutte le canzoni dell'album (ad eccezione di No Shoestrings On Louise).
Spesso eseguita dal vivo, la si può trovare per esempio nell'album Live in Australia with the Melbourne Symphony Orchestra. È stata inoltre esibita come primo brano nel monumentale concerto al Madison Square Garden volto a festeggiare i 60 anni di Elton.
In Italia è stata incisa dai Nomadi con il titolo Ala bianca.